# 柏崎刀翔
柏崎 刀翔（かしわさき とうしょう、1991年1月7日 - ）は、日本の男子アマチュアボクシング選手。石川県加賀市出身。現在の階級はフライ級。大聖寺実業高校卒業。日本大学経済学部卒業。自衛隊体育学校ボクシング班に所属していた（2018年に2等陸尉で退官）元幹部自衛官。現在は福井県スポーツ協会に所属。

## 人物
石川県加賀市出身。小学3年生で小松市のジムでボクシングを始める。精神強化を目的とし、親から命じられたスタートだった。当時は小中学生が参加できる公式試合がほとんどなく、柏﨑にはジム通いがとにかくつまらなかったという。そんな中、横浜さくらジムで行われた第2回キッズボクシング大会に出場したところ最優秀選手賞を獲得。ボクシングにのめり込む。
大聖寺実業高校進学後は2年時に国体に出場し準優勝。3年時のインターハイで準優勝。日本大学進学後も1年から国体、全日本選手権に出場し準優勝。2年時、3年時は全日本選手権でそれぞれ3位入賞。2012年ロンドン五輪予選後の大学4年、ようやく全日本選手権での初優勝を果たす。その後、自衛隊体育学校に進み全日本選手権を2連覇。現WBC世界ライトフライ級王者の寺地拳四朗や後の世界2階級王者の京口紘人にも、公式試合でそれぞれ2戦2勝だった。

## 主な戦歴
2007年　インターハイ（青春・佐賀総体）モスキート級　３位
第62回　「秋田わか杉国体」 準優勝
2008年　インターハイ（彩夏到来08埼玉総体）ライトフライ級　準優勝
2009年　第64回「トキめき新潟国体」成年の部ライトフライ級　準優勝
2010年　第81回全日本選手権ライトフライ級
３位
2011年　第81回全日本選手権ライトフライ級　３位
2012年　第82回全日本選手権ライトフライ級　優勝
2013年　代表選考会にて寺地拳四郎に勝利しAIBA世界選手権大会のライトフライ級日本代表選手に選出。アジア選手権大会では初戦のタイ、次戦のモンゴルを3-0で下し準決勝に進出　銅メダル獲得
第83回全日本選手権ライトフライ級　優勝　２連覇達成
プロアマ合同年間表彰にて努力賞を受賞
2014年　韓国仁川アジア選手権大会　２回戦敗退
第84回全日本選手権はウイルス性結膜炎にてドクターストップ　出場断念
2015年　第70回「2015紀の国わかやま国体」成年の部ライトフライ級　優勝
第85回全日本選手権　準優勝
アマチュアボクシング年間表彰にて敢闘賞を受賞
2016年　リオ五輪出場権をかけたアジア選手権大会の代表選考会で、ライトフライ級にてアジア・オセアニア地区予選に出場決定。結果は初戦北朝鮮代表に勝利、二戦目フィリピン代表相手に敗退。リオ五輪出場権を逃す
リオ五輪世界最終予選ではエクアドル代表に敗戦を喫し、リオ五輪出場が絶たれる
アマチュアボクシング年間表彰にて殊勲賞を受賞
第86回全日本選手権　準優勝
2017年　第87回全日本選手権　準優勝
2018年　10月、「福井しあわせ元気国体」成年の部ライトフライ級　優勝
第88回全日本ボクシング選手権フライ級　優勝
アマチュアボクシング年間表彰にて努力賞を受賞
2019年　ASBCアジア選手権大会　銅メダル獲得世界選手権（Ekaterinburg 2019 World Boxing Championships）出場